# Thomas Hare (Jurist)

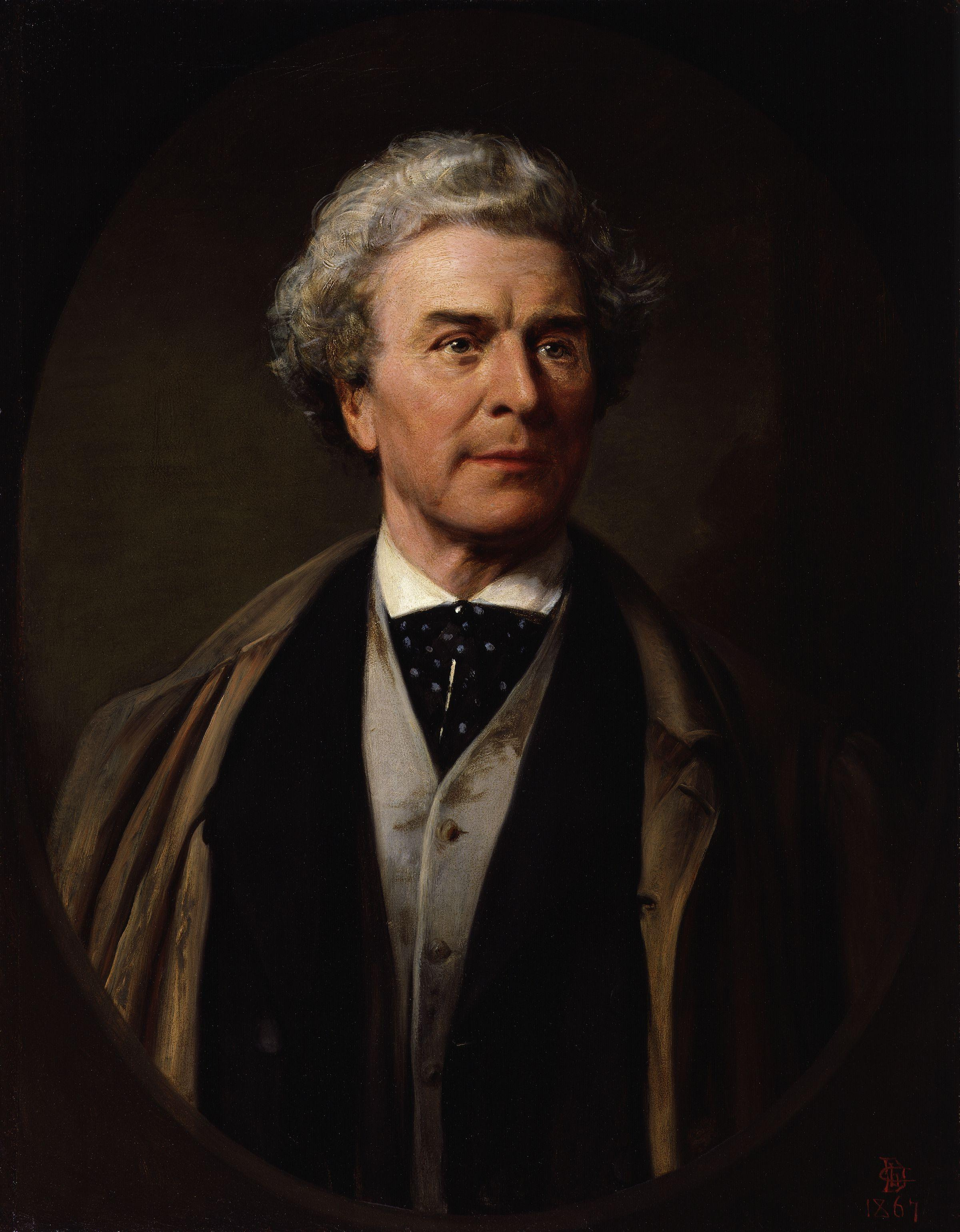
Porträt, gemalt von Lowes Cato Dickinson

Thomas Hare [tɔməs hɛər] (* 28. März 1806 in England; † 6. Mai 1891) war ein britischer Jurist und politischer Aktivist. Nach ihm ist das Hare/Niemeyer-Verfahren zur Sitzzuteilung bei Wahlen benannt.

## Leben
Hare wurde 1806 als einziger Sohn einer Familie aus Leigh (Dorset) geboren. Am 14. November 1828 wurde er als Student des Inner Temple zugelassen und am 22. November 1833 zur Anwaltschaft berufen. Hare veröffentlichte zahlreiche juristische Schriften.
Er heiratete am 7. August 1837 Mary, geb. Samson. Aus der Ehe gingen acht Kinder hervor. Die älteste Tochter Marian wurde Schriftstellerin, die zweitälteste Tochter Alice heiratete John Westlake und wirkte als Frauenrechtlerin und Künstlerin. Nach dem Tod seiner ersten Frau 1855 heiratete Hare am 4. April 1872 Eleanor Bowes Benson (1833–1890), eine Schwester von Edward White Benson. Aus der zweiten Ehe ging eine Tochter hervor.

## Hare/Niemeyer-Verfahren
Hare ist einer der beiden Namenspatrone des Hare/Niemeyer-Verfahrens, eines Sitzzuteilungsverfahrens bei Wahlsystemen der proportionalen Repräsentation. Ursprung und Berechtigung dieser Patronage sind unklar.
Das Wahlverfahren, das Hare in seinen Schriften entwickelte, war ein anderes, nämlich die übertragbare Einzelstimmgebung (single transferable vote – STV). STV-Verfahren legen die Betonung auf die zu wählenden Personen; eine an Parteien ausgerichtete Proportionalität ergibt sich eher beiläufig. Gemäß Hare soll die Person für gewählt erklärt werden, die eine gewisse Quote – d. h. eine gewisse Anzahl – an Wählerstimmen auf sich vereinigt. Seine Quote errechnete er so, dass er die Gesamtzahl der Stimmen durch die Gesamtzahl der Sitze dividierte und dabei die Division mit Erreichen des Dezimalpunktes abbrach – getreu dem Praxis-Motto seiner Zeit Brüche werden nicht gerechnet. Für STV-Verfahren wurde die von Hare vorgeschlagene Quote später abgelöst durch die Droop-Quote.
Seither wird der (vollständige, d. h. nicht-abgebrochene) Quotient aus Stimmen und Sitzen allgemein als Hare-Quote bezeichnet. Dieser Quotient, also der Durchschnitt von Stimmen pro Sitz, ist ein wesentlicher Bestandteil des Hare/Niemeyer-Verfahrens, woraus sich vermutlich die Namensgebung erklärt.

## Schriften
- The Machinery of Representation. Second Edition. Maxwell, London 1857.
- On the application of a new statistical method to the ascertainment of the votes of majorities in a more exhaustive manner. Journal of the Statistical Society of London 23 (1860) 337–356. Nachdruck in: Voting matters 25 (2008) 1–12.
- The Election of Representatives, Parliamentary and Municipal. A Treatise, Third Edition, with a Preface, Appendix, and other Additions. Longman, Green, Longman, Roberts & Green, London 1865.